# Brdo (gmina Nazarje)
Brdo – wieś w Słowenii, w gminie Nazarje. W 2018 roku liczyła 42 mieszkańców.